# HFC Haarlem in het seizoen 1967/68
Het seizoen 1967/1968 was het 13e jaar in het bestaan van de Haarlemse betaaldvoetbalclub Haarlem. De club kwam uit in de Eerste divisie en eindigde daarin op de zesde plaats. Tevens deed de club mee aan het toernooi om de KNVB beker, hierin werd het team in de groepsfase uitgeschakeld.

## Wedstrijdstatistieken

### Eerste divisie
|       | AZ '67 | Blauw-Wit | FC Den Bosch '67 | SC Cambuur | D.F.C. | Eindhoven | Elinkwijk | Heracles | Holland Sport | HVC   | RBC   | RCH   | SVV   | Velox | Vitesse | De Volewijckers | FC VVV | Willem II |
| ----- | ------ | --------- | ---------------- | ---------- | ------ | --------- | --------- | -------- | ------------- | ----- | ----- | ----- | ----- | ----- | ------- | --------------- | ------ | --------- |
| Thuis | 0 – 0  | 0 – 1     | 2 – 0            | 4 – 1      | 0 – 0  | 2 – 0     | 1 – 1     | 1 – 1    | 0 – 2         | 1 – 1 | 4 – 1 | 3 – 1 | 3 – 1 | 1 – 1 | 2 – 1   | 3 – 1           | 3 – 2  | 1 – 0     |
| Uit   | 2 – 1  | 1 – 1     | 3 – 0            | 0 – 0      | 0 – 0  | 2 – 2     | 2 – 2     | 1 – 1    | 1 – 0         | 1 – 1 | 1 – 2 | 1 – 2 | 0 – 2 | 2 – 2 | 2 – 1   | 2 – 0           | 1 – 0  | 4 – 1     |

### KNVB beker
| Groepsfase                                       | Haarlem                                | 2 – 2 (0 – 1) | EDO                           |
| 31 december 1967 Plaats: Haarlem Jan Gijzenkade  | Wietze Couperus –' (pen.) Ton Smit 85' |               | Dries Hendriks 78' Joop Koene |
| Groepsfase                                       | RCH                                    | 2 – 0 (2 – 0) | Haarlem                       |
| 25 februari 1968 Plaats: Heemstede Sportparklaan | Gerrie de Goede 15', 40'               |               |                               |
| Groepsfase                                       | Telstar                                | 2 – 0 (2 – 0) | Haarlem                       |
| 24 maart 1968 Plaats: Velsen Schoonenberg        | Tjeerd Kort Ruud Geestman 30'          |               |                               |

## Statistieken Haarlem 1967/1968

### Eindstand Haarlem in de Nederlandse Eerste divisie 1967 / 1968
| Stand | Gespeeld | Gewonnen | Gelijk | Verloren | Punten | Doelpunten voor | Doelpunten tegen |
| ----- | -------- | -------- | ------ | -------- | ------ | --------------- | ---------------- |
| 6e    | 36       | 13       | 14     | 9        | 40     | 49              | 41               |

### Topscorers
| #      | Naam              | Goal |
| ------ | ----------------- | ---- |
| 1.     | Cees de Wolf      | 15   |
| 2.     | Wietze Couperus   | 13   |
| 3.     | Piet Hoeben       | 5    |
| 4.     | Nico Kunst        | 3    |
| 4.     | Gerrit Peijs      | 3    |
| 6.     | Wim de Jong       | 2    |
| 6.     | Doby Peters       | 2    |
| 8.     | Sjef van Duffelen | 1    |
| 8.     | Arnold van Haren  | 1    |
| 8.     | Maup Kruijer      | 1    |
| 8.     | Han Meijer        | 1    |
| 8.     | Ton Smit          | 1    |
| 8.     | Beer Wentink      | 1    |
| Totaal | Totaal            | 49   |

| #      | Naam            | Goal |
| ------ | --------------- | ---- |
| 1.     | Wietze Couperus | 1    |
| 1.     | Ton Smit        | 1    |
| Totaal | Totaal          | 2    |

## Voetnoten
AZ '67 ·
Blauw-Wit ·
Cambuur ·
FC Den Bosch '67 ·
D.F.C. ·
Elinkwijk ·
Eindhoven ·
Haarlem ·
Heracles ·
Holland Sport ·
HVC ·
RBC ·
RCH ·
SVV ·
Velox ·
Vitesse ·
De Volewijckers ·
FC VVV ·
Willem II